# Jules Feiffer
Jules Ralph Feiffer (Bronx, Nueva York, 26 de enero de 1929-17 de enero de 2025) fue un humorista gráfico estadounidense, conocido sobre todo por su duradera tira de prensa titulada Feiffer. Creo más de 35 libros, obras de teatro y guiones para la pantalla. En 1986, ganó el Premio Pulitzer por su serie The Village Voice.

## Teatro y cine
Son obras de teatro de Feiffer Little Murders (1967), The White House Murder Case, y Grown Ups. Después de que Mike Nichols adaptase su drama sin estrenar Carnal Knowledge como una película en 1971, Feiffer escribió Popeye (1980) para Robert Altman, I Want to Go Home (1989) para Alain Resnais y la adaptación cinematográfica de Little Murders.

## Premios y distinciones
Festival Internacional de Cine de Venecia
| Año  | Categoría                    | Película             | Resultado |
| ---- | ---------------------------- | -------------------- | --------- |
| 1989 | Golden Osella al mejor guion | Quiero volver a casa | Ganador   |